# Diana Avsaragova
Diana Avsaragova (Ardón, Osetia del Norte; 7 de agosto de 1998) es una artista marcial mixta rusa de peso mosca femenino que compite para Bellator MMA.

## Primeros años
Diana nació en agosto de 1998 en Ardón, en la república federal de Osetia del Norte-Alania. Su padre era luchador, pero puso fin a su carrera prematuramente debido a una lesión de rodilla. Su madre también quería dedicarse al deporte, pero su familia no se lo permitió, así que cuando Diana creció, su propia madre le sugirió que se dedicara a la lucha libre. En los años siguientes, Avsaragova actuó repetidamente en los campeonatos de Moscú (8 veces quedó primera) y del país, en la división de hasta 63 kg e inferior, además, tanto en la categoría junior como en la de adultos. 
Llegó a participar en Canadá, donde también se proclamó campeona. Tras haber dedicado 7 años de su vida a la lucha libre, alcanzó el nivel de maestra del deporte, pero al final se dio cuenta de que este tipo de artes marciales se había vuelto aburrido para ella. Se entrenó tanto en Osetia del Norte como en Moscú. En la capital, pasó cinco años en un internado especial para luchadores, y luego regresó a casa.

## Carrera de artes marciales mixtas

### Comienzos
En el torneo Emir Fighting Championship, que tuvo lugar en diciembre de 2017, Jojua luchó por el cinturón de campeona, y consiguió ponerse de acuerdo con los organizadores para incluir a Avsaragova en la tarjeta: todos quedaron satisfechos. La antigua participante de los combates de lucha libre también fue emparejada con una debutante, Alina Makarova, que duró menos de dos minutos, cayendo en el armbar. Parecía que una actuación tan brillante prometía a Diana un futuro prometedor, pero pronto sufrió una lesión de rodilla y abandonó el deporte de competición hasta 2019.
Tras la rehabilitación y la preparación, Diana se presentó en el Titan Global Championship, contra Anna Lurchenkova, con la que mantuvo un duelo completo a tres asaltos. Tras una nueva victoria, la oriunda de Nart consiguió un representante que empezó a buscar ofertas interesantes para ella. Algunas ligas rusas, así como el Invicta FC, consideraron la candidatura de Avsaragova, pero debido a la pandemia, sus siguientes combates fueron cancelados uno tras otro. Mientras entrenaba en casa y observaba lo que ocurría en el mundo de las artes marciales mixtas, la atleta recibió una llamada de su representante, que le preguntó si quería luchar para Bellator MMA.

### Bellator MMA
En diciembre de 2019, firmó un contrato de 6 peleas con Bellator MMA. En su debut en Bellator 256 el 9 de abril de 2021, Avsaragova derrotó a Tara Graff en 29 segundos por nocaut. Más adelante se enfrentó a Gabriella Gulfin el 16 de julio de 2021, en Bellator 262. Ganó el combate por decisión dividida.
Avsaragova tenía previsto enfrentarse a Ashley Deen el 12 de marzo de 2022, en Bellator 276. La semana del evento, Deen dio positivo por coronavirus y fue sustituida por Kyra Batara. Avsaragova ganó el combate por decisión unánime.
Avsaragova se enfrentó a la colombiana Alejandra Lara el 4 de febrero de 2023, en Bellator 290. En el pesaje, Avsaragova no alcanzó el peso para su combate, llegando a 128,8 libras, 2,8 por encima del límite de peso mosca para peleas no tituladas. El combate se celebró en el peso de captura y Avsaragova fue multada con el 25% de su bolsa, que fue a parar a Lara. Avsaragova ganó el reñido combate por decisión dividida.
En verano de 2023 se enfrentó a la estadounidense Justine Kish, en Bellator 298. En los pesajes, Avsaragova pesó 127,2 libras, 1,2 libras por encima del límite de peso mosca sin título. Debido a esto, la pelea se desarrolló en el peso acordado y ella fue multada con el 20% de su bolsa, que fue para Kish. Ella perdió la pelea por decisión unánime, siendo su primera derrota hasta el momento.

## Récord en artes marciales mixtas
| Resultado | Récord | Oponente         | Método                | Evento                    | Fecha                | Ronda | Tiempo | Localización |
| --------- | ------ | ---------------- | --------------------- | ------------------------- | -------------------- | ----- | ------ | ------------ |
| Derrota   | 6–2    | Elora Dana       | Sumisión (neck crank) | PFL 2                     | 11 de abril de 2025  | 1     | 4:48   | Orlando      |
| Derrota   | 6–1    | Justine Kish     | Decisión (unánime)    | Bellator 298              | 11 de agosto de 2023 | 3     | 5:00   | Sioux Falls  |
| Victoria  | 6–0    | Alejandra Lara   | Decisión (split)      | Bellator 290              | 4 de febrero de 2023 | 3     | 5:00   | Inglewood    |
| Victoria  | 5–0    | Kyra Batara      | Decisión (unánime)    | Bellator 276              | 12 de marzo de 2022  | 3     | 5:00   | San Luis     |
| Victoria  | 4–0    | Gabriella Gulfin | Decisión (split)      | Bellator 262              | 16 de julio de 2021  | 3     | 5:00   | Uncasville   |
| Victoria  | 3–0    | Tara Graff       | KO (puñetazos)        | Bellator 256              | 9 de abril de 2021   | 1     | 0:29   | Uncasville   |
| Victoria  | 2–0    | Ania Lurchenkova | Decisión (unánime)    | Titan Global Championship | 4 de mayo de 2019    | 3     | 5:00   | Tiflis       |
| Victoria  | 1–0    | Alina Makarova   | Sumisión (armbar)     | Emir FC: Selection 1      | 3 de marzo de 2017   | 1     | 1:57   | Moscú        |